# Austin Bold
Austin Bold FC ist ein ehemaliges US-amerikanisches Franchise im Fußball. Die Mannschaft trat zeitweise in der USL Championship an.

## Geschichte und Hintergrund
Austin Bold FC wurde 2017 mit dem Ziel gegründet, ab 2019 im US-Fußball anzutreten, und kündigte den Bau eines Stadions auf dem Gelände des Circuit of The Americas an.
Als eines von sieben neuen Franchises trat Austin Bold zur Spielzeit 2019 in der USL Championship an. Der Ex-Deutschland-Profi André Lima war intern bester Torschütze der vom Brasilianer Marcelo Serrano trainierten Mannschaft, die den achten Tabellenplatz des Westkonferenz erreichte. Über erfolgreich gestaltete Play-Off-Spiele gegen die USL-Mannschaft von LA Galaxy gelang die Qualifikation für die Championship-Play-offs, wo sie im Viertelfinale an Phoenix Rising scheiterte. In den folgenden beiden Spielzeiten verpasste die Mannschaft die Championship-Play-offs.
Im Dezember 2021 kam es zu einem Eigentümerwechsel bei Austin Bold, aufgrund des Ziels einer Umsiedlung der Mannschaft nahm das Franchise in der Folge nicht mehr an der Meisterschaft der USL Championship teil.